# Erik Haverkort
Erik Anton Haverkort (Dronten, 5 mei 1972) is een Nederlandse voormalige politicus namens de VVD.

## Politieke carrière
Haverkort was van 2014 tot 2022 lid van de gemeenteraad van Lochem, van 2018 tot 2021 als fractievoorzitter van de VVD. Hij stond op de 40ste plek van de kandidatenlijst van VVD voor de Tweede Kamerverkiezingen van 2021. Hij werd op 18 januari 2022 namens de VVD beëdigd als lid van de Tweede Kamer der Staten-Generaal. Als Tweede Kamerlid heeft hij in zijn portefeuille milieu, bodem, Autoriteit Nucleaire Veiligheid, Planbureau leefomgeving, regie aanpak regionale knelpunten en regionale deals en dierenwelzijn. Hij is lid van de Vaste Kamercommissies voor Binnenlandse Zaken, Buitenlandse Handel en Ontwikkelingssamenwerking, Infrastructuur en Waterstaat, Landbouw, Natuur en Voedselkwaliteit en Volksgezondheid, Welzijn en Sport. Op 5 december 2023 nam hij afscheid van de Tweede Kamer.